# Premier del Québec
Il Premier del Québec (in inglese: Premier of Quebec, in francese: Premier ministre du Québec) è il capo del governo della provincia canadese del Québec. Il Premier presiede il Consiglio esecutivo (chiamato anche Gabinetto o Consiglio dei ministri) come Primo ministro del Re.

## Elenco
| Nr. | Immagine | Nome (Nascita-Morte)                         | Mandato                              | Distretto elettorale (Regione)                                                                         | Partito                  | Note          |
| --- | -------- | -------------------------------------------- | ------------------------------------ | --- | ------------------------ | ------------- |
| 1   |          | Pierre-Joseph-Olivier Chauveau (1820—1890)   | 15 luglio 1867 — 25 febbraio 1873    | Quebec (Capitale-Nationale)                                                                            | Partito Conservatore     | [ 1 ] [ 2 ]   |
| 2   |          | Gédéon Ouimet (1823—1905)                    | 27 febbraio 1873 — 22 settembre 1874 | Deux-Montagne (Laurentides)                                                                            | Partito Conservatore     | [ 3 ] [ 4 ]   |
| 3   |          | Charles Boucher de Boucherville (1822—1915)  | 22 settembre 1874 — 8 marzo 1878     | Montarville (Montérégie)                                                                               | Partito Conservatore     | [ 5 ] [ 6 ]   |
| 4   |          | Henri-Gustave Joly de Lotbinière (1829—1908) | 8 marzo 1878 — 31 ottobre 1879       | Lotbiniere (Chaudière-Appalaches)                                                                      | Partito Liberale         | [ 7 ] [ 8 ]   |
| 5   |          | Joseph-Adolphe Chapleau (1840—1898)          | 31 ottobre 1879 — 31 luglio 1882     | Terrebonne (Lanaudière)                                                                                | Partito Conservatore     | [ 9 ] [ 10 ]  |
| 6   |          | Joseph-Alfred Mousseau (1837—1886)           | 31 luglio 1882 — 23 gennaio 1884     | Jaques-Cartier (Montréal)                                                                              | Partito Conservatore     | [ 11 ] [ 12 ] |
| 7   |          | John Jones Ross (1831—1901)                  | 23 gennaio 1884 — 25 gennaio 1887    | Shawinigan (Mauricie)                                                                                  | Partito Conservatore     | [ 12 ] [ 13 ] |
| 8   |          | Louis-Olivier Taillon (1840—1923)            | 25 — 29 gennaio 1887                 | Montcalm (Lanaudière)                                                                                  | Partito Conservatore     | [ 14 ]        |
| 9   |          | Honoré Mercier (1840—1894)                   | 29 gennaio 1887 — 21 dicembre 1891   | Saint-Hyacinthe (Montérégie, prima del 1890) Bonavanture (Gaspésie-Îles-de-la-Madeleine, dopo il 1890) | Partito Nazionale        | [ 16 ] [ 17 ] |
| —   |          | Charles Boucher de Boucherville (1822—1915)  | 21 dicembre 1891 — 16 dicembre 1892  | Montarville (Montérégie)                                                                               | Partito Conservatore     |               |
| —   |          | Louis-Olivier Taillon (1840—1923)            | 16 dicembre 1892 — 11 maggio 1896    | Montcalm (Lanaudière)                                                                                  | Partito Conservatore     |               |
| 10  |          | Edmund James Flynn (1847—1927)               | 11 maggio 1896 — 24 maggio 1897      | Gaspe (Gaspésie-Îles-de-la-Madeleine)                                                                  | Partito Conservatore     | [ 18 ]        |
| 11  |          | Félix-Gabriel Marchand (1832—1900)           | 24 maggio 1897 — 25 settembre 1900   | Saint-Jean (Montérégie)                                                                                | Partito Liberale         | [ 19 ]        |
| 12  |          | Simon-Napoléon Parent (1855—1920)            | 3 ottobre 1900 — 23 marzo 1905       | Saint-Sauveur (Capitale-Nationale)                                                                     | Partito Liberale         | [ 20 ]        |
| 13  |          | Lomer Gouin (1861—1929)                      | 23 marzo 1905 — 9 luglio 1920        | Montréal № 2 (prima del 1908) (Montréal) Portneuf (dopo il 1908) (Capitale-Nationale)                  | Partito Liberale         | [ 21 ] [ 22 ] |
| 14  |          | Louis-Alexandre Taschereau (1867—1952)       | 9 luglio 1920 — 11 giugno 1936       | Montmorency (Capitale-Nationale)                                                                       | Partito Liberale         | [ 23 ]        |
| 15  |          | Adélard Godbout (1892—1956)                  | 11 giugno — 26 agosto 1936           | L'Islet (Bas-Saint-Laurent)                                                                            | Unione Nazionale         | [ 24 ]        |
| 16  |          | Maurice Duplessis (1890—1959)                | 26 agosto 1936 — 8 novembre 1939     | Тrois-Rivieres (Mauricie)                                                                              | Unione Nazionale         | [ 25 ]        |
| —   |          | Adélard Godbout (1892—1956)                  | 8 novembre 1939 — 30 agosto 1944     | L'Islet (Chaudière-Appalaches)                                                                         | Partito Liberale         |               |
| —   |          | Maurice Duplessis (1890—1959)                | 30 agosto 1944 — 7 settembre 1959    | Тrois-Rivieres (Maurice)                                                                               | Unione Nazionale         |               |
| 17  |          | Paul Sauvé (1907—1960)                       | 11 settembre 1959 — 2 gennaio 1960   | Deux-Montagne (Laurentides)                                                                            | Unione Nazionale         | [ 26 ]        |
| 18  |          | Antonio Barrette (1899—1968)                 | 8 gennaio 1960 — 5 luglio 1960       | Joliet (Lanaudière)                                                                                    | Unione Nazionale         | [ 27 ]        |
| 19  |          | Jean Lesage (1912—1980)                      | 5 luglio 1960 — 16 giugno 1966       | Québec-Ouest (Capitale-Nationale)                                                                      | Partito Liberale         | [ 28 ] [ 29 ] |
| 20  |          | Daniel Johnson, Sr. (1915—1968)              | 16 giugno 1966 — 26 settembre 1968   | Bagot (Montérégie)                                                                                     | Unione Nazionale         | [ 30 ]        |
| 21  |          | Jean-Jacques Bertrand (1916—1973)            | 2 ottobre 1968 — 12 maggio 1970      | Missiquoi (Montérégie)                                                                                 | Unione Nazionale         | [ 31 ]        |
| 22  |          | Robert Bourassa (1933—1996)                  | 12 maggio 1970 — 25 novembre 1976    | Mercier (East Montreal)                                                                                | Partito Liberale         | [ 32 ]        |
| 23  |          | René Lévesque (1922—1987)                    | 25 novembre 1976 — 3 ottobre 1985    | Taillon (Montérégie)                                                                                   | Partito del Québec       | [ 33 ] [ 34 ] |
| 24  |          | Pierre-Marc Johnson (1946-)                  | 3 ottobre 1985 — 12 dicembre 1985    | Anjou (Montreal)                                                                                       | Partito del Québec       | [ 35 ]        |
| —   |          | Robert Bourassa (1933—1996)                  | 12 dicembre 1985 — 11 gennaio 1994   | Saint Laurent (West Montreal)                                                                          | Partito Liberale         |               |
| 25  |          | Daniel Johnson, Jr. (1944)                   | 11 gennaio 1994 — 26 settembre 1994  | Vaudreuil (Montérégie)                                                                                 | Partito Liberale         | [ 36 ]        |
| 26  |          | Jacques Parizeau (1930—2015)                 | 26 settembre 1994 — 29 gennaio 1996  | L'Assomption (Lanaudière)                                                                              | Patito del Québec        | [ 37 ]        |
| 27  |          | Lucien Bouchard (1938-)                      | 29 gennaio 1996 — 8 marzo 2001       | Jonquière (Saguenay-Lac-Saint-Jean)                                                                    | Partito del Québec       | [ 38 ] [ 39 ] |
| 28  |          | Bernard Landry (1937—2018)                   | 8 marzo 2001 — 29 aprile 2003        | Verchères (Montérégie)                                                                                 | Partito del Québec       | [ 40 ]        |
| 29  |          | Jean Charest (1958-)                         | 29 aprile 2003 — 19 settembre 2012   | Sherbrook (Estrie)                                                                                     | Partito Liberale         | [ 41 ] [ 42 ] |
| 30  |          | Pauline Marois (1949-)                       | 19 settembre 2012 — 23 aprile 2014   | Charlevoix - Côte de Beaupre (Capitale-Nationale)                                                      | Partito del Québec       | [ 43 ]        |
| 31  |          | Philippe Couillard (1957-)                   | 23 aprile 2014 — 18 ottobre 2018     | Roberval (Saguenay-Lac-Saint-Jean)                                                                     | Partito Liberale         | [ 44 ]        |
| 32  |          | François Legault (1957-)                     | 18 ottobre 2018 — in carica          | L'Assomption (Lanaudière)                                                                              | Coalizione Avenir Québec | [ 45 ]        |